# Gevangenis van Nijvel
De gevangenis in de Belgische stad Nijvel is sinds 1908 in gebruik. Ze heeft een capaciteit van 192 plaatsen waarvan ongeveer een derde bestemd is voor het arresthuis. De cellulaire zone rond het controlecentrum omvat vijf cellenvleugels, met twee nieuwe vleugels sinds 1997. Tussen de vleugels liggen twee binnenplaatsen.

## Geschiedenis
De gevangenis van Nijvel werd in de vorm van een Latijns kruis gebouwd. Bij haar voltooiing in 1904 werd de inrichting beschouwd als een van de modernste van België. Zo was er toen al elektrische verlichting. Sinds 1908 is het gebouw als arrest- en strafhuis in gebruik.
Het complex werd met werkplaatsen en een sportzaal ingericht, maar in de jaren 1980 voldeden de oude gebouwen niet langer aan de normen. Vanwege de voortdurende stijging van het aantal gedetineerden groeide de nood om de capaciteit te verhogen.
Het cellencomplex werd gewijzigd met de bouw van twee nieuwe vleugels, waardoor het gebouw het aanzien van een omgekeerde 'E' kreeg. In 1998 werd de gevangenis ingehuldigd en bereikte ze geleidelijk aan de capaciteit van 192 gedetineerden. Er werden ook beveiligingswerken aan de achterkant van het gebouw uitgevoerd, waaronder de installatie van een perimetersysteem met radardetectie en staalplaten achteraan de binnenplaats.